# Ftp (Unix)
Pour les articles homonymes, voir FTP.
ftp est un utilitaire Unix permettant d'échanger des fichiers par File Transfer Protocol.

## Commandes
Une fois lancé, le logiciel dispose d'un certain nombre de commandes. Par exemple, sous Ubuntu :
| Commandes |
| --------- |
| ascii     |
| bell      |
| binary    |
| bye       |
| case      |
| cd        |
| cdup      |
| chmod     |
| close     |
| cr        |
| get       |
| help      |
| ls        |
| mdelete   |
| mget      |
| mkdir     |
| mput      |
| open      |
| put       |
| pwd       |
| quit      |
| rmdir     |
| status    |
| type      |
| user      |

## Exemples
Commandes de base :
```
user@serveur_local:~$
 
ftp
 
serveur_distant
Connected
 
to
 
serveur_distant.

220
 
ProFTPD
 
1
.3.1
 
Server
 
(
Debian
)
 
[
IP-serveur_distant
]

Name
 
(
serveur_distant:root
)
:
 
root

331
 
Password
 
required
 
for
 
root
Password:

230
 
User
 
root
 
logged
 
in

Remote
 
system
 
type
 
is
 
UNIX.
Using
 
binary
 
mode
 
to
 
transfer
 
files.

ftp>
 
put
 
/root/fichier-local
 
fichier-distant
local:
 
/root/fichier-local
 
remote:
 
fichier-distant

200
 
PORT
 
command
 
successful

150
 
Opening
 
BINARY
 
mode
 
data
 
connection
 
for
 
fichier-distant

226
 
Transfer
 
complete

36
 
bytes
 
sent
 
in
 
0
.00
 
secs
 
(
270
.4
 
kB/s
)

ftp>
 
ls

200
 
PORT
 
command
 
successful

150
 
Opening
 
ASCII
 
mode
 
data
 
connection
 
for
 
file
 
list
-rw-r--r--
   
1
 
root
   
root
         
36
 
Apr
  
9
 
13
:53
 
fichier-distant

226
 
Transfer
 
complete

ftp>
 
mdelete
 
fichier-distant
mdelete
 
fichier-distant?

250
 
DELE
 
command
 
successful

ftp>
 
ls

200
 
PORT
 
command
 
successful

150
 
Opening
 
ASCII
 
mode
 
data
 
connection
 
for
 
file
 
list

226
 
Transfer
 
complete

ftp>
 
mkdir
 
home

257
 
"home"
 
:
 
The
 
directory
 
was
 
successfully
 
created

ftp>
 
cd
 
home

250
 
OK.
 
Current
 
directory
 
is
 
/home

ftp>
 
mput
 
*
...

ftp>
 
quit

221
 
Goodbye.
user@serveur_local:~$

```

Pour un batch de sauvegarde :
```
tar
 
czf
 
-
 
/dossier_local
 
|
 
curl
 
ftp://utilisateur:mot_de_passe@serveur_distant/dossier_distant-
$(
date
 
+%Y%m%d%H%M
)
.tar.gz
 
-T
 
-

```